# Кабакова, Татьяна Степановна
Татья́на Степа́новна Кабако́ва (урожд. Шали́мова; 29 октября 1926, д. Романово, Рыльский уезд, Курская губерния, РСФСР, СССР — 20 октября 2019) — звеньевая виноградарского совхоза «Ново-Кубанский» Министерства пищевой промышленности СССР, Герой Социалистического Труда (1951).

## Биография
Родилась 29 октября 1926 года в деревне Романово Рыльского уезда Курской губернии (ныне Рыльского района Курской области). По национальности русская.
В детстве с семьёй переехала в посёлок Хуторок (ныне Новокубанского района). После начала Великой Отечественной войны прекратила учёбу в школе и работала (в том числе на сооружении оборонительных рубежей). После освобождения Краснодарского края в январе 1943 года занималась восстановительными работами, после трудилась в виноградарской бригаде совхоза «Ново-Кубанский», став главой комсомольско-молодёжного звена, собравшего в 1950 году урожай винограда 118,7 центнера с гектара на участке 4,3 гектара.
Указом Президиума Верховного Совета СССР от 1 ноября 1951 года «за получение в 1950 году высоких урожаев винограда» удостоена звания Героя Социалистического Труда с вручением ордена Ленина и золотой медали «Серп и Молот».
Позже работала бригадиром, в 1951—1954 годах параллельно работе училась на трёхлетних агрозоотехнических курсах, в феврале 1956 года удостоена звания «Мастер сельского хозяйства 1-го разряда по виноградарству».
В 1965 году она поступила в Григорополисский сельскохозяйственный техникум, после окончания которого продолжила работать агрономом на виноградных угодьях Новокубанского райпищекомбината.
Проживала в Новокубанске.
Награждена орденом Ленина (1 ноября 1951), медалями.